# نوغوشي يوكا
نوغوشي يوكا (باليابانية: 野口幽香) هي مربية يابانية، ولدت في 17 مارس 1866 في هيوغو في اليابان، وتوفيت في 27 يناير 1950 في شينجوكو في اليابان.